# Ošelín (stacja kolejowa)
Ošelín – stacja kolejowa w Ošelínie, w kraju pilzneńskim, w Czechach. Znajduje się na magistrali kolejowej Praga – Pilzno – Cheb. Położona jest na wysokości 430 m n.p.m.
Na stacji nie ma możliwości zakupu biletów, a obsługa podróżnych odbywa się w pociągu. 

## Linie kolejowe
- 170 Beroun - Plzeň - Cheb